# ژابکا (استان اوپوله)
ژابکا (به لهستانی: Żabka) یک منطقهٔ مسکونی در لهستان است که در گمینا نامسووو واقع شده‌است.